# The Dawn of Understanding (film 1915)
The Dawn of Understanding è un cortometraggio muto del 1915 diretto da Van Dyke Brooke.

## Produzione
Il film fu prodotto dalla Vitagraph Company of America.

## Distribuzione
Distribuito dalla General Film Company, il film - un cortometraggio in due bobine - uscì nelle sale cinematografiche statunitensi il 21 agosto 1915. In Danimarca, venne tradotto con il titolo Naar Barnet forsømmes.